# Nik'a K'vek'vesk'iri
N'ika K'vek'vesk'iri (in georgiano ნიკა კვეკვესკირი?; Zugdidi, 29 maggio 1992) è un calciatore georgiano, centrocampista del Nyíregyháza e della nazionale georgiana.

## Caratteristiche tecniche
È un centrocampista centrale dalle caratteristiche difensive.

## Carriera

### Club
Dopo aver iniziato a giocare nel Baia Zugdidi, Kvekveskiri è passato nel 2011 alla Dinamo Tbilisi.
Il 29 gennaio 2021 viene annunciato il suo passaggio al Lech Poznań a titolo definitivo, con cui firma un contratto di sei mesi con opzione per i due anni successivi. Esordisce con la nuova maglia l'11 febbraio 2021 in occasione della gara di Puchar Polski contro il Radomiak Radom. Con il passare delle giornate trova un ruolo sempre più centrale all'interno delle gerarchie del Lech Poznań, specie sotto la guida di Janusz Góra prima e di Maciej Skorża poi. Il 29 aprile viene annunciato il suo rinnovo fino al 2023 con la maglia dei kolejorz.
Il 22 agosto 2021, nel match interno contro il Lechia Gdańsk, realizza il suo primo gol polacco grazie ad un calcio di punizione che si insacca alle spalle di Dušan Kuciak. A maggio 2022 si laurea campione di Polonia.

### Nazionale
Ha fatto parte delle selezioni Under-17, Under-19 e Under-21 della Georgia.
Il 25 marzo 2024, durante i tiri di rigore dell'incontro di spareggio delle qualificazioni agli Europei del 2024 contro la Grecia, segna il rigore decisivo della vittoria, consentendo alla Georgia di qualificarsi alla fase finale del torneo per la prima volta nella sua storia.

## Statistiche

### Presenze e reti nei club
Statistiche aggiornate al 26 giugno 2024.
| Stagione        | Squadra         | Campionato      | Campionato | Campionato | Coppe nazionali | Coppe nazionali | Coppe nazionali | Coppe continentali | Coppe continentali | Coppe continentali | Altre coppe | Altre coppe | Altre coppe | Totale | Totale |
| Stagione        | Squadra         | Comp            | Pres       | Reti       | Comp            | Pres            | Reti            | Comp               | Pres               | Reti               | Comp        | Pres        | Reti        | Pres   | Reti   |
| --------------- | --------------- | --------------- | ---------- | ---------- | --------------- | --------------- | --------------- | ------------------ | ------------------ | ------------------ | ----------- | ----------- | ----------- | ------ | ------ |
| 2010-2011       | Zugdidi         | EL              | 31         | 1          | ST              | 0               | 0               | -                  | -                  | -                  | -           | -           | -           | 31     | 1      |
| 2011-2012       | Dinamo Tbilisi  | EL              | 34         | 2          | ST              | 2               | 0               | UEL                | 5+2                | 1+0                | -           | -           | -           | 43     | 3      |
| 2012-2013       | Dinamo Tbilisi  | EL              | 8          | 0          | ST              | 1               | 0               | -                  | -                  | -                  | -           | -           | -           | 9      | 0      |
| 2013-2014       | Tskhinvali      | EL              | 7          | 1          | ST              | 1               | 0               | -                  | -                  | -                  | -           | -           | -           | 8      | 1      |
| 2014-2015       | Dila Gori       | EL              | 8          | 5          | ST              | 2               | 0               | -                  | -                  | -                  | -           | -           | -           | 10     | 5      |
| 2015-2016       | Keşlə           | PL              | 29         | 4          | AK              | 0               | 0               | UEL                | 6                  | 2                  | -           | -           | -           | 35     | 6      |
| 2016-2017       | Qəbələ          | PL              | 14         | 0          | AK              | 0               | 0               | UEL                | 8+3                | 1+0                | -           | -           | -           | 25     | 1      |
| 2017            | Tobyl           | PL              | 14         | 0          | QK              | 0               | 0               | -                  | -                  | -                  | -           | -           | -           | 14     | 0      |
| 2018            | Tobyl           | PL              | 23         | 2          | QK              | 0               | 0               | -                  | -                  | -                  | -           | -           | -           | 23     | 2      |
| 2019            | Tobyl           | PL              | 22         | 2          | QK              | 2               | 0               | UEL                | 4                  | 0                  | -           | -           | -           | 28     | 2      |
| 2020            | Tobyl           | PL              | 16         | 0          | QK              | 1               | 0               | UEL                | 2                  | 0                  | -           | -           | -           | 19     | 0      |
| gen.-mag. 2021  | Lech Poznań     | E               | 12         | 0          | PP              | 1               | 0               | -                  | -                  | -                  | -           | -           | -           | 13     | 0      |
| 2021-2022       | Lech Poznań     | E               | 29         | 2          | PP              | 6               | 0               | -                  | -                  | -                  | -           | -           | -           | 35     | 2      |
| 2022-2023       | Lech Poznań     | E               | 28         | 2          | PP              | 1               | 0               | UCL+UECL           | 2+17               | 0+1                | SP          | 1           | 0           | 49     | 3      |
| 2023-2024       | Lech Poznań     | E               | 22         | 1          | PP              | 3               | 0               | UECL               | 1                  | 0                  | -           | -           | -           | 26     | 1      |
| Totale carriera | Totale carriera | Totale carriera | 297        | 22         |                 | 20              | 0               |                    | 50                 | 5                  |             | 1           | 0           | 368    | 27     |

### Cronologia presenze e reti in nazionale
| Cronologia completa delle presenze e delle reti in nazionale ― Georgia | Cronologia completa delle presenze e delle reti in nazionale ― Georgia | Cronologia completa delle presenze e delle reti in nazionale ― Georgia | Cronologia completa delle presenze e delle reti in nazionale ― Georgia | Cronologia completa delle presenze e delle reti in nazionale ― Georgia | Cronologia completa delle presenze e delle reti in nazionale ― Georgia | Cronologia completa delle presenze e delle reti in nazionale ― Georgia | Cronologia completa delle presenze e delle reti in nazionale ― Georgia |
| Data                                                                   | Città                                                                  | In casa                                                                | Risultato                                                              | Ospiti                                                                 | Competizione                                                           | Reti                                                                   | Note                                                                   |
| ---------------------------------------------------------------------- | ---------------------------------------------------------------------- | ---------------------------------------------------------------------- | ---------------------------------------------------------------------- | ---------------------------------------------------------------------- | ---------------------------------------------------------------------- | ---------------------------------------------------------------------- | ---------------------------------------------------------------------- |
| 8-10-2015                                                              | Tbilisi                                                                | Georgia                                                                | 4 – 0                                                                  | Gibilterra                                                             | Qual. Euro 2016                                                        | -                                                                      |                                                                        |
| 11-10-2015                                                             | Lipsia                                                                 | Germania                                                               | 2 – 1                                                                  | Georgia                                                                | Qual. Euro 2016                                                        | -                                                                      | 78’                                                                    |
| 29-3-2016                                                              | Tbilisi                                                                | Georgia                                                                | 1 – 1                                                                  | Kazakistan                                                             | Amichevole                                                             | -                                                                      | 77’                                                                    |
| 27-5-2016                                                              | Wels                                                                   | Georgia                                                                | 1 – 3                                                                  | Slovacchia                                                             | Amichevole                                                             | -                                                                      |                                                                        |
| 3-6-2016                                                               | Bucarest                                                               | Romania                                                                | 5 – 1                                                                  | Georgia                                                                | Amichevole                                                             | -                                                                      | 65’                                                                    |
| 24-3-2017                                                              | Tbilisi                                                                | Georgia                                                                | 1 – 3                                                                  | Serbia                                                                 | Qual. Mondiali 2018                                                    | -                                                                      |                                                                        |
| 28-3-2017                                                              | Tbilisi                                                                | Georgia                                                                | 5 – 0                                                                  | Lettonia                                                               | Amichevole                                                             | -                                                                      |                                                                        |
| 7-6-2017                                                               | Tbilisi                                                                | Georgia                                                                | 3 – 0                                                                  | Saint Kitts e Nevis                                                    | Amichevole                                                             | -                                                                      | 45’                                                                    |
| 11-6-2017                                                              | Chișinău                                                               | Moldavia                                                               | 2 – 2                                                                  | Georgia                                                                | Qual. Mondiali 2018                                                    | -                                                                      | 35’                                                                    |
| 2-9-2017                                                               | Tbilisi                                                                | Georgia                                                                | 1 – 1                                                                  | Irlanda                                                                | Qual. Mondiali 2018                                                    | -                                                                      | 37’                                                                    |
| 5-9-2017                                                               | Vienna                                                                 | Austria                                                                | 1 – 1                                                                  | Georgia                                                                | Qual. Mondiali 2018                                                    | -                                                                      |                                                                        |
| 6-10-2017                                                              | Tbilisi                                                                | Georgia                                                                | 0 – 1                                                                  | Galles                                                                 | Qual. Mondiali 2018                                                    | -                                                                      | 76’                                                                    |
| 10-11-2017                                                             | Tbilisi                                                                | Georgia                                                                | 1 – 0                                                                  | Cipro                                                                  | Amichevole                                                             | -                                                                      | 83’                                                                    |
| 24-3-2018                                                              | Tbilisi                                                                | Georgia                                                                | 4 – 0                                                                  | Lituania                                                               | Amichevole                                                             | -                                                                      | 61’                                                                    |
| 27-3-2018                                                              | Tbilisi                                                                | Georgia                                                                | 2 – 0                                                                  | Estonia                                                                | Amichevole                                                             | -                                                                      | 39’                                                                    |
| 6-9-2018                                                               | Astana                                                                 | Kazakistan                                                             | 0 – 2                                                                  | Georgia                                                                | UEFA Nations League 2018-2019 - 1º Turno                               | -                                                                      |                                                                        |
| 9-9-2018                                                               | Tbilisi                                                                | Georgia                                                                | 1 – 0                                                                  | Lettonia                                                               | UEFA Nations League 2018-2019 - 1º Turno                               | -                                                                      |                                                                        |
| 13-10-2018                                                             | Tbilisi                                                                | Georgia                                                                | 3 – 0                                                                  | Andorra                                                                | UEFA Nations League 2018-2019 - 1º Turno                               | -                                                                      |                                                                        |
| 16-10-2018                                                             | Riga                                                                   | Lettonia                                                               | 0 – 3                                                                  | Georgia                                                                | UEFA Nations League 2018-2019 - 1º Turno                               | -                                                                      |                                                                        |
| 15-11-2018                                                             | Andorra La Vella                                                       | Andorra                                                                | 1 – 1                                                                  | Georgia                                                                | UEFA Nations League 2018-2019 - 1º Turno                               | -                                                                      |                                                                        |
| 19-11-2018                                                             | Tbilisi                                                                | Georgia                                                                | 2 – 1                                                                  | Kazakistan                                                             | UEFA Nations League 2018-2019 - 1º Turno                               | -                                                                      |                                                                        |
| 23-3-2019                                                              | Tbilisi                                                                | Georgia                                                                | 0 – 2                                                                  | Svizzera                                                               | Qual. Euro 2020                                                        | -                                                                      | 70’                                                                    |
| 26-3-2019                                                              | Dublino                                                                | Irlanda                                                                | 1 – 0                                                                  | Georgia                                                                | Qual. Euro 2020                                                        | -                                                                      |                                                                        |
| 7-6-2019                                                               | Tbilisi                                                                | Georgia                                                                | 3 – 0                                                                  | Gibilterra                                                             | Qual. Euro 2020                                                        | -                                                                      |                                                                        |
| 10-6-2019                                                              | Copenaghen                                                             | Danimarca                                                              | 5 – 1                                                                  | Georgia                                                                | Qual. Euro 2020                                                        | -                                                                      | 51’                                                                    |
| 5-9-2020                                                               | Tallinn                                                                | Estonia                                                                | 0 – 1                                                                  | Georgia                                                                | UEFA Nations League 2020-2021 - 1º Turno                               | -                                                                      |                                                                        |
| 8-9-2020                                                               | Tbilisi                                                                | Georgia                                                                | 1 – 1                                                                  | Macedonia del Nord                                                     | UEFA Nations League 2020-2021 - 1º Turno                               | -                                                                      | 65’ 85’                                                                |
| 8-10-2020                                                              | Tbilisi                                                                | Georgia                                                                | 1 – 0                                                                  | Bielorussia                                                            | Qual. Euro 2020                                                        | -                                                                      | 38’                                                                    |
| 11-10-2020                                                             | Tychy                                                                  | Armenia                                                                | 2 – 2                                                                  | Georgia                                                                | UEFA Nations League 2020-2021 - 1º Turno                               | -                                                                      | 76’                                                                    |
| 14-10-2020                                                             | Skopje                                                                 | Macedonia del Nord                                                     | 1 – 1                                                                  | Georgia                                                                | UEFA Nations League 2020-2021 - 1º Turno                               | -                                                                      |                                                                        |
| 12-11-2020                                                             | Tbilisi                                                                | Georgia                                                                | 0 – 1                                                                  | Macedonia del Nord                                                     | Qual. Euro 2020                                                        | -                                                                      |                                                                        |
| 15-11-2020                                                             | Tbilisi                                                                | Georgia                                                                | 1 – 2                                                                  | Armenia                                                                | UEFA Nations League 2020-2021 - 1º Turno                               | -                                                                      | 80’                                                                    |
| 18-11-2020                                                             | Tbilisi                                                                | Georgia                                                                | 0 – 0                                                                  | Estonia                                                                | UEFA Nations League 2020-2021 - 1º Turno                               | -                                                                      |                                                                        |
| 25-3-2021                                                              | Stoccolma                                                              | Svezia                                                                 | 1 – 0                                                                  | Georgia                                                                | Qual. Mondiali 2022                                                    | -                                                                      | 60’                                                                    |
| 28-3-2021                                                              | Tbilisi                                                                | Georgia                                                                | 1 – 2                                                                  | Spagna                                                                 | Qual. Mondiali 2022                                                    | -                                                                      | 79’                                                                    |
| 31-3-2021                                                              | Salonicco                                                              | Grecia                                                                 | 1 – 1                                                                  | Georgia                                                                | Qual. Mondiali 2022                                                    | -                                                                      | 84’                                                                    |
| 2-6-2021                                                               | Ploiești                                                               | Romania                                                                | 1 – 2                                                                  | Georgia                                                                | Amichevole                                                             | -                                                                      | 57’                                                                    |
| 6-6-2021                                                               | Enschede                                                               | Paesi Bassi                                                            | 3 – 0                                                                  | Georgia                                                                | Amichevole                                                             | -                                                                      | 78’                                                                    |
| 12-10-2021                                                             | Pristina                                                               | Kosovo                                                                 | 1 – 2                                                                  | Georgia                                                                | Qual. Mondiali 2022                                                    | -                                                                      |                                                                        |
| 11-11-2021                                                             | Tbilisi                                                                | Georgia                                                                | 2 – 0                                                                  | Svezia                                                                 | Qual. Mondiali 2022                                                    | -                                                                      | 90’                                                                    |
| 15-11-2021                                                             | Gori                                                                   | Georgia                                                                | 1 – 0                                                                  | Uzbekistan                                                             | Amichevole                                                             | -                                                                      |                                                                        |
| 25-3-2022                                                              | Zenica                                                                 | Bosnia ed Erzegovina                                                   | 0 – 1                                                                  | Georgia                                                                | Amichevole                                                             | -                                                                      |                                                                        |
| 29-3-2022                                                              | Tirana                                                                 | Albania                                                                | 0 – 0                                                                  | Georgia                                                                | Amichevole                                                             | -                                                                      | 78’                                                                    |
| 2-6-2022                                                               | Tbilisi                                                                | Georgia                                                                | 4 – 0                                                                  | Gibilterra                                                             | UEFA Nations League 2022-2023 - 1º Turno                               | -                                                                      | 78’                                                                    |
| 5-6-2022                                                               | Razgrad                                                                | Bulgaria                                                               | 2 – 5                                                                  | Georgia                                                                | UEFA Nations League 2022-2023 - 1º Turno                               | -                                                                      |                                                                        |
| 9-6-2022                                                               | Skopje                                                                 | Macedonia del Nord                                                     | 0 – 3                                                                  | Georgia                                                                | UEFA Nations League 2022-2023 - 1º Turno                               | -                                                                      |                                                                        |
| 12-6-2022                                                              | Tbilisi                                                                | Georgia                                                                | 0 – 0                                                                  | Bulgaria                                                               | UEFA Nations League 2022-2023 - 1º Turno                               | -                                                                      |                                                                        |
| 23-9-2022                                                              | Tbilisi                                                                | Georgia                                                                | 2 – 0                                                                  | Macedonia del Nord                                                     | UEFA Nations League 2022-2023 - 1º Turno                               | -                                                                      |                                                                        |
| 26-9-2022                                                              | Gibilterra                                                             | Gibilterra                                                             | 1 – 2                                                                  | Georgia                                                                | UEFA Nations League 2022-2023 - 1º Turno                               | -                                                                      | 81’                                                                    |
| 17-11-2022                                                             | Sharja                                                                 | Marocco                                                                | 3 – 0                                                                  | Georgia                                                                | Amichevole                                                             | -                                                                      | 78’                                                                    |
| 25-3-2023                                                              | Batumi                                                                 | Georgia                                                                | 6 – 1                                                                  | Monaco                                                                 | Amichevole                                                             | -                                                                      | 45’                                                                    |
| 28-3-2023                                                              | Tbilisi                                                                | Georgia                                                                | 1 – 1                                                                  | Norvegia                                                               | Qual. Euro 2024                                                        | -                                                                      |                                                                        |
| 17-6-2023                                                              | Nicosia                                                                | Cipro                                                                  | 1 – 2                                                                  | Georgia                                                                | Qual. Euro 2024                                                        | -                                                                      | 75’                                                                    |
| 20-6-2023                                                              | Glasgow                                                                | Scozia                                                                 | 2 – 0                                                                  | Georgia                                                                | Qual. Euro 2024                                                        | -                                                                      | 56’                                                                    |
| 15-10-2023                                                             | Tbilisi                                                                | Georgia                                                                | 4 – 0                                                                  | Cipro                                                                  | Qual. Euro 2024                                                        | -                                                                      | 85’                                                                    |
| 16-11-2023                                                             | Tbilisi                                                                | Georgia                                                                | 2 – 2                                                                  | Scozia                                                                 | Qual. Euro 2024                                                        | -                                                                      | 70’                                                                    |
| 19-11-2023                                                             | Valladolid                                                             | Spagna                                                                 | 3 – 1                                                                  | Georgia                                                                | Qual. Euro 2024                                                        | -                                                                      | 60’                                                                    |
| 21-3-2024                                                              | Tbilisi                                                                | Georgia                                                                | 2 – 0                                                                  | Lussemburgo                                                            | Qual. Euro 2024                                                        | -                                                                      | 77’ 78’                                                                |
| 26-3-2024                                                              | Tbilisi                                                                | Georgia                                                                | 0 – 0 dts (4 – 2 dtr)                                                  | Grecia                                                                 | Qual. Euro 2024                                                        | -                                                                      | 104’                                                                   |
| 9-6-2024                                                               | Podgorica                                                              | Montenegro                                                             | 1 – 3                                                                  | Georgia                                                                | Amichevole                                                             | -                                                                      | 50’                                                                    |
| 30-6-2024                                                              | Colonia                                                                | Spagna                                                                 | 4 – 1                                                                  | Georgia                                                                | Euro 2024 - Ottavi di finale                                           | -                                                                      | 78’                                                                    |
| 20-3-2025                                                              | Erevan                                                                 | Armenia                                                                | 0 – 3                                                                  | Georgia                                                                | UEFA Nations League 2024-2025 - Play-off                               | -                                                                      | 18’                                                                    |
| Totale                                                                 |                                                                        | Presenze                                                               | 62                                                                     |                                                                        | Reti                                                                   | 0                                                                      |                                                                        |

## Palmarès

### Club

#### Competizioni nazionali
- Campionato georgiano: 1

Dinamo Tbilisi: 2012-2013
- Coppa di Georgia: 1

Dinamo Tbilisi: 2012-2013
- Campionato polacco: 1

Lech Poznań: 2021-2022